# Râul Izvorul Bârlei, Rebra
Râul Izvorul Bârlei este un curs de apă, afluent al râului Rebra. 